# Federazione cestistica delle Isole Vergini Americane
La Federazione cestistica delle Isole Vergini Americane è l'ente che controlla e organizza la pallacanestro in Isole Vergini Americane.
La federazione controlla inoltre la nazionale di pallacanestro delle Isole Vergini Americane. Ha sede a Saint Croix  e l'attuale presidente è Usie Raymond Richards.
È affiliata alla FIBA dal 1964 e organizza il campionato di pallacanestro delle Isole Vergini Americane.